# Stańczyk

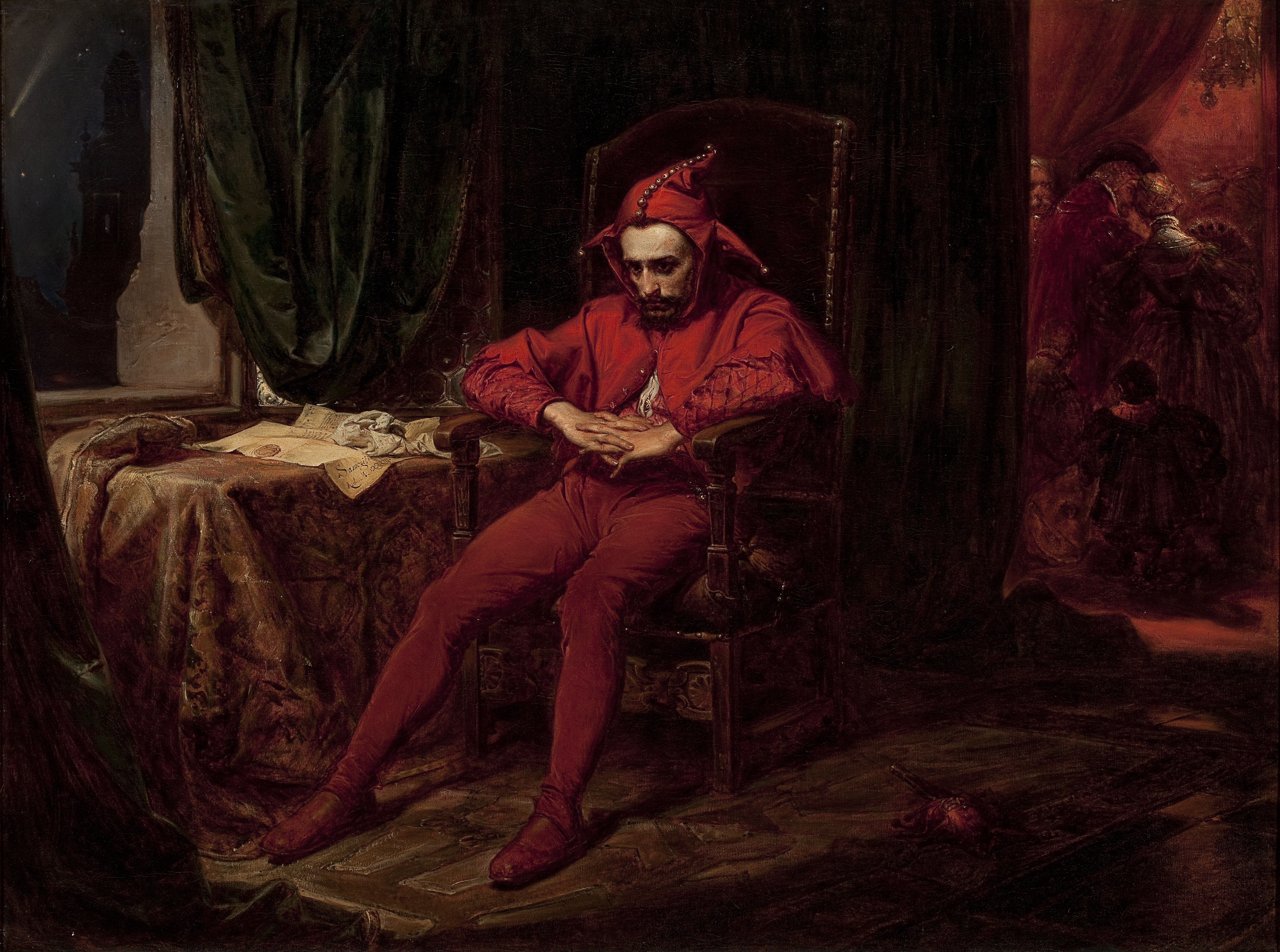
Stańczyk, por Jan Matejko.
El bufón es la única persona que está preocupada por las noticias de que los rusos han capturado Smolensk. Este evento tuvo lugar en 1514.

Stańczyk (c. 1480 – 1560) fue el bufón más famoso en la Historia de Polonia. Fue empleado por tres reyes: Alejandro I Jagellón, Segismundo I Jagellón el Viejo y Segismundo II Augusto Jagellón.
De acuerdo a algunos historiadores "Stańczyk" podría ser diminutivo de "Stanisław Gąska", verdadero nombre del bufón. Sin embargo otros mantienen que Gąska fue un compañero de Stańczyk con menor talento.
A Stańczyk se le ha considerado siempre como más que un simple artista cómico. Es recordado como un hombre de gran inteligencia, un filósofo político con un formidable conocimiento acerca de la situación actual y futura de Polonia. Usó su trabajo para criticar y advertir a sus contemporáneos mediante la sátira. Sus bromas a menudo se referían a asuntos políticos o de la corte. Sus chistes y comentarios fueron recogidos por numerosos escritores e historiadores contemporáneos, Łukasz Górnicki, Jan Kochanowski, Marcin Kromer y Mikołaj Rej de quién recibió elogios por luchar contra la hipocresía en nombre de la verdad.

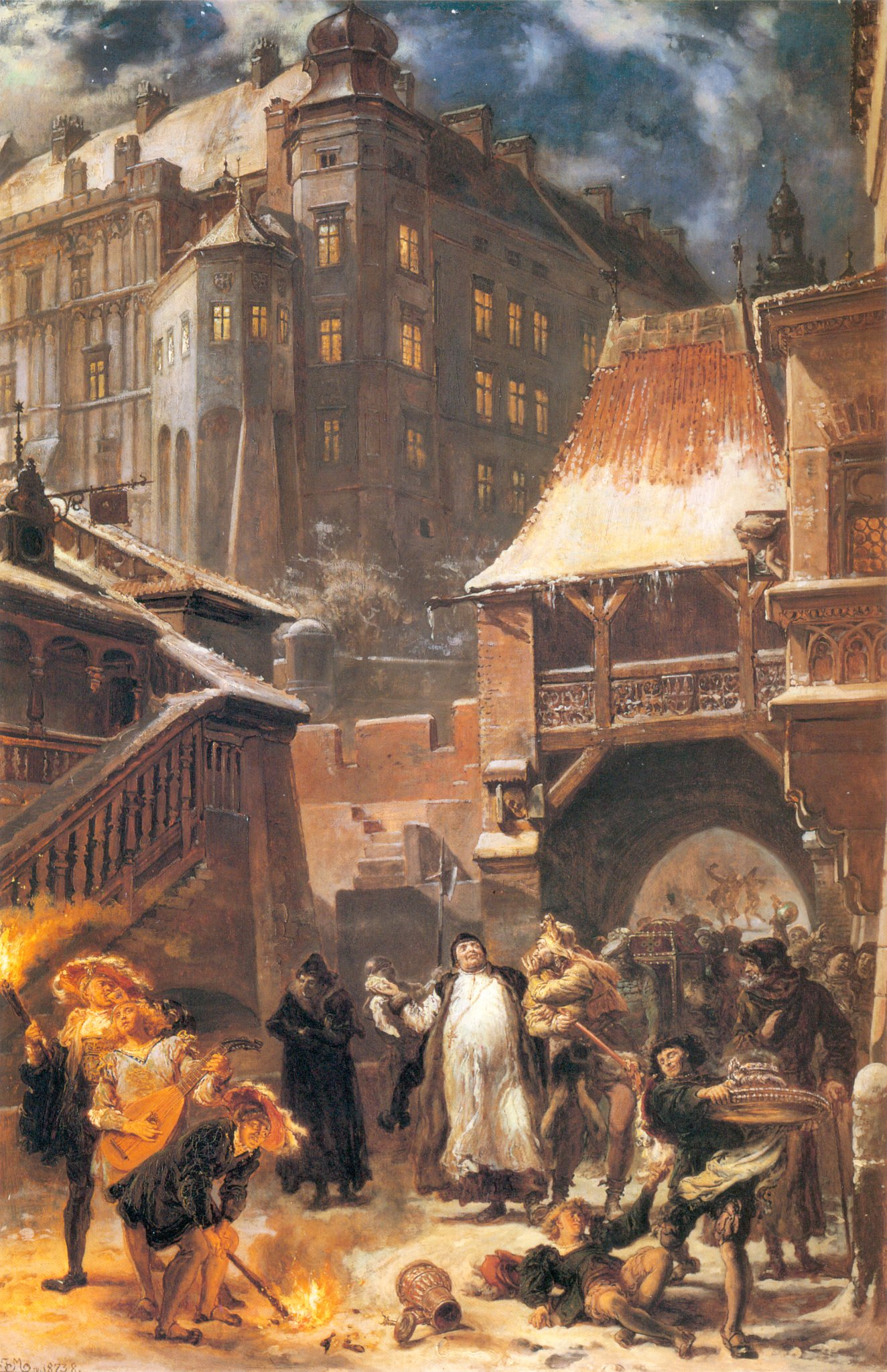
Gamrat y Stańczyk, por Jan Matejko

La anécdota más conocida sobre Stańczyk está relacionada con un incidente durante la caza. En 1533 el rey Segismundo I el Viejo hizo traer un enorme oso desde Lituania. Para que el rey pudiese cazar al oso, este fue soltado en el bosque de Niepołomice cercano a Cracovia. Durante la caza el animal cargó contra el rey, la reina y sus cortesanos causando pánico y gran alboroto. La reina Bona Sforza cayó de su caballo provocándole un aborto. Más tarde el rey criticó a Stańczyk el haber huido en lugar de atacar a la bestia. Se dice que el bufón contestó "es una insensatez mayor dejar libre a un oso que estaba en la jaula". Este comentario se interpreta como una alusión a la política del rey hacia Prusia que fue derrotada por Polonia pero no incorporada a la Corona.

## Stańczyk como símbolo

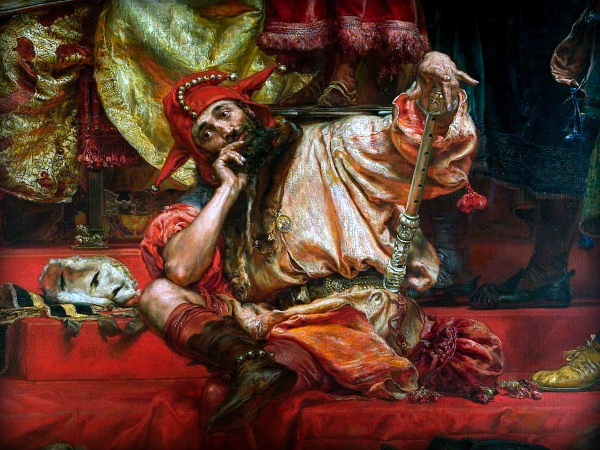
Stańczyk – fragmento de El homenaje Prusiano por Jan Matejko.

Stańczyk llegó a ser una figura popular en la Literatura de Polonia después de las particiones. Algunos escritores le trataron como símbolo de la lucha de Polonia por la independencia, otros le dotaron con rasgos shakespirianos. Entre otros, aparece en las obras de Julian Ursyn Niemcewicz y Józef Ignacy Kraszewski

### Teka Stańczyka
En 1869 un grupo de publicistas conservadores: Józef Szujski, Stanisław Tarnowski, Stanisław Koźmian y Ludwik Wodzicki, publicaron una serie de panfletos satíricos titulados Teka Stańczyka (El Portfolio de Stańczyk). Tan solo cinco años después del trágico final del Levantamiento de Enero, los panfletos ridiculizaban la idea de los levantamientos armados y sugerían llegar a un acuerdo con los enemigos de Polonia, especialmente con el Imperio austríaco, centrándose más en buscar el crecimiento económico que en la independencia política. La facción política que adoptó estos ideales fue conocida como "Stańczycy" (plural de Stańczyk).

### Stańczyk en el arte
Stańczyk fue una de las figuras históricas favoritas de Jan Matejko, aparece en gran número de sus obras. Matejko, caracterizó al bufón con sus propios rasgos faciales, y creó la imagen popular de Stańczyk que le es familiar a los polacos actuales. El pintor siempre representó a Stańczyk con un semblante de preocupación y reflexión, en marcado contraste con la capucha con campanillas y la ropa de bufón. La visión de Matejko sobre Stańczyk influenció la forma en que otros artistas como Leon Wyczółkowski más adelante representarían al bufón.
La aparición más notable en la literatura se encuentra en la obra de Stanisław Wyspiański Wesele (La Boda) donde el fantasma del bufón visita al periodista, carácter modelado tras Rudolf Starzewski, editor del periódico de Cracovia Czas (Tiempo), asociado con la facción Stańczycy. En la obra, Stańczyk acusa al periodista de inactividad y aceptación pasiva del destino de la nación. Al final de la conversación, Stańczyk le da al periodista su "caduceo" (el cetro del bufón) y le dice "agita la nación" pero no "ensucies las cosas sagradas, porque sagradas deben permanecer." De este modo Wyspiański reforzó el rol de Stańczyk como símbolo del patriotismo y sabiduría política.